# Troides vordermani
Troides vordermani is een vlinder uit de familie van de pages (Papilionidae). De wetenschappelijke naam van de soort is voor het eerst geldig gepubliceerd in 1893 door Pieter Snellen. Deze naam wordt wel beschouwd als een synoniem van Troides doherty, zelf weer een synoniem van Troides rhadamantus (Lucas, 1835).